# Лапаго ди Сото (Болцано)
Лапаго ди Сото је насеље у Италији у округу Болцано, региону Трентино-Јужни Тирол.
Према процени из 2011. у насељу је живело 48 становника. Насеље се налази на надморској висини од 1277 м.